# 盧卡斯·羅西
盧卡斯·羅西（1985年6月2日—）是一名阿根廷曲棍球運動員，曾代表國家參加2012年倫敦奧運的男子曲棍球比賽，並未獲得獎牌。